# Aloha, Scooby-Doo!
Aloha, Scooby-Doo! (¡Aloha, Scooby-Doo en El Salvador y Hola, Scooby Doo! Hispanoamérica) es una película de misterio de comedia de terror animada directa a vídeo de 2005, y la octava de una serie de películas animadas directas a vídeo basadas en los dibujos animados de Scooby-Doo los sábados por la mañana. Fue producida y completada en 2004 por Warner Bros. Animation y fue lanzado el 8 de febrero de 2005 por Warner Bros. Family Entertainment, aunque al final presentaba los derechos de autor y el logotipo de Hanna-Barbera Cartoons. La película se emitió en Cartoon Network el 14 de mayo de 2005.
También es la última actuación de Ray Bumatai antes de su muerte en octubre de 2005. Esta película, junto con Scooby-Doo y la persecución cibernética, fueron las primeras películas de Scooby-Doo en ser relanzadas en Blu-ray el 5 de abril de 2011.

## Argumento
La pandilla viaja a Hawái en un viaje gratis de una empresa de ropa de playa y surf llamada "Goha Aloha" gracias a Daphne, a quien la empresa quiere diseñar nuevos trajes de baño para ellos. La pandilla también va allí para ver el concurso de surf Gran Kahuna de Hanahuna. Sin embargo, el concurso solía estar abierto solo para los nativos y no para los continentales, pero ahora el alcalde lo ha abierto para todos. Muchos lugareños están enojados por esto, especialmente Manu Tuiama, un surfista local de carne de vaca, y su amigo, Pequeño Jim. Solo unos días antes del concurso, los demonios del espíritu maligno de Wiki-Tiki atacaron la aldea y secuestraron a la novia de Manu, Snookie. Esto aleja a la mayoría de los turistas y surfistas, y los lugareños creen que el espíritu está enojado porque el concurso de surf está abierto a todos, y también porque un agente inmobiliario local está construyendo un nuevo resort, Condominios Coconut Beach, en un terreno supuestamente sagrado. Ruben Laluna. Cuando la pandilla conoce a Jared Moon, un representante de la empresa Goha Aloha en Hanahuna, está vendiendo amuletos tiki que se supone que protegen a los demonios malvados. La alcaldesa se niega a posponer el concurso, incluso después de que los demonios Tiki atacan nuevamente en un festín.
La pandilla quiere llegar al fondo del misterio e ir a ver a la tía Mahina, una mujer chamán local que vive en las profundidades de la jungla. En el camino hacia allí, Manu aparentemente es secuestrado por Wiki-Tiki. La tía Mahina les dice que Wiki-Tiki está enojado con los continentales; Ella insinúa que el concurso de surf es un ritual hawaiano y que el ganador debe ser de ascendencia hawaiana. Ella dice que necesitan ir a la cueva donde vive el monstruo para deshacerse de él, o Snookie y Manu serán sacrificados en el volcán. También le da a Fred un collar que debería mantener alejado al monstruo. El collar está lleno de un extracto de una raíz sagrada llamada bola gawana, que ella afirma que los antiguos usaban para repeler los malos espíritus. La pandilla va a la cueva y es perseguida por los murciélagos y los pequeños demonios, hasta que los pierden y encuentran a Snookie, quien intenta sacarlos antes de ser recapturado por Wiki-Tiki, que aparentemente no se ve afectado por el collar.
La pandilla luego se encuentra en una cueva de serpientes, pero puede salir de ella debido a la música de Shaggy y Scooby-Doo. Después de escapar, la pandilla realiza una búsqueda y se topa con una cueva dentro del volcán, durante la cual descubren que el volcán, de hecho, todavía está inactivo y que Wiki-Tiki y sus demonios no son espíritus realmente antiguos. Los pequeños demonios resultan ser solo robots controlados a distancia. Después de mirar una foto de Wiki-Tiki cuando estaba surfeando, la pandilla se da cuenta de que el espíritu (supuestamente) de 10 000 años está usando una tabla de surf de la marca Goha Aloha.
De vuelta en la isla, solo falta un día para el concurso, y los lugareños están realmente asustados de que suceda algo malo. El pequeño Jim culpa al alcaldesa por las desapariciones de Snookie y Manu, y dice que cualquier cosa que suceda durante el concurso será culpa suya también.
Al día siguiente, Daphne ingresa al concurso con la esperanza de sacar al Wiki-Tiki, a quien están seguros de que aparecerá. Efectivamente, viene y asusta a los surfistas y persigue a Shaggy y Scooby, hasta que fue arrastrado por una ola. La pandilla desenmascara a Wiki-Tiki como Manu y después de que Snookie corre hacia él, resulta que la pareja era la culpable del plan de Wiki-Tiki. La pandilla explica que Manu y Snookie querían asustar tanto a los lugareños como a los turistas para poder comprar todas las propiedades inmobiliarias de la zona y luego venderlas a los propietarios originales con una gran ganancia, y todos los lugares comprados por Manu y Snookie se pusieron bajo el nombre de «Pamela Waeawa», que es el verdadero nombre de Snookie. Vilma también revela que Snookie es un experto tanto en ciencia espacial como en robótica, y fue quien creó los llamados "demonios". La alcaldesa finalmente anuncia a Scooby como el ganador del concurso de surf (por la forma en que él y Shaggy navegaban mientras luchaban contra Manu), convirtiéndolo en el nuevo "Gran Kahuna de Hanahuna". Manu expresa conmoción y enojo por perder ante un perro cuando él y Snookie son arrestados y llevados a la cárcel.
Más tarde esa noche, se celebra un gran luau en el hotel en el que se alojaba la pandilla. Todos agradecen a la pandilla por resolver el misterio y Ruben Laluna revela que todos los bienes raíces comprados por Manu y Snookie serán devueltos a los dueños originales. Jared Moon viene para decirle que Goha Aloha amaba sus diseños de trajes de baño y quiere comprarlos (y le da un amuleto tiki gratis). Después de que la tía Mahina agradezca a la pandilla por lo que hicieron, los mini-tikis vienen a la fiesta y avanzan, pero en lugar de atacar a la gente, comienzan a bailar. Se revela que Scooby tiene el control remoto para ellos y él es quien los hace bailar. Todos se ríen mientras Scooby dice su eslogan antes de decir "¡Aloha!".

## Reparto
- Frank Welker como Fred Jones, Scooby-Doo, Wiki-Tiki.
- Casey Kasem como Shaggy Rogers.
- Grey DeLisle como Daphne Blake, Tía Mahina, Mujer Local #2.
- Mindy Cohn como Velma Dinkley.
- Mario Lopez como Manu Tuiama.
- Ray Bumatai como Little Jim.
- Teri Garr como Alcaldesa Molly Quinn.
- Adam West como Jared Moon.
- Tom Kenny como Rubén Laluna.
- Tia Carrere como Snookie.
- Dee Bradley Baker como Pequeños Tikis, Surfista en Bicicleta, Surfista californiano, Hombre Local #1, Cerdo Salvaje, Gecko, Lanzallamas.

## Transmisión
| Cadena                                                   | Canal                     | Fecha de transmisión                                                   | País                                                              |
| -------------------------------------------------------- | ------------------------- | ---------------------------------------------------------------------- | ----------------------------------------------------------------- |
| Turner Broadcasting System, Inc. (a Time Warner company) | Cartoon Network Boomerang | 23 de mayo de 2005 (Cartoon Network) 18 de octubre de 2014 (Boomerang) | Bandera de México · Bandera de la Unión de Naciones Suramericanas |
| FOX Latin American Channels                              | FOX                       | 31 de octubre de 2005                                                  | Bandera de México · Bandera de la Unión de Naciones Suramericanas |
| Hemisphere Media Group                                   | WAPA TV                   | 11 de julio de 2008                                                    | Bandera de Puerto Rico                                            |
| Televisa                                                 | 5                         | 8 de noviembre de 2008                                                 | Bandera de México                                                 |
| Telecorporación Salvadoreña                              | 6                         | 12 de diciembre de 2008                                                | Bandera de El Salvador                                            |
| Canal 13                                                 | 13                        | 1 de enero de 2009                                                     | Bandera de Chile                                                  |
| Teletica                                                 | 7                         | 23 de junio de 2012                                                    | Bandera de Costa Rica                                             |
| TV Azteca                                                | Azteca Guate              | 22 de junio de 2013                                                    | Bandera de Guatemala                                              |
| Frecuencia Latina                                        | Canal 2                   | 11 de octubre de 2014                                                  | Bandera de Perú                                                   |
| Univision                                                | Unimas                    | 18 de julio de 2015                                                    | Bandera de Estados Unidos                                         |